# Чухрай, Елена Юрьевна
Еле́на Ю́рьевна Чухра́й (урожд. Егорова; род. 12 января 1946) — советская киноактриса.

## Биография
Елена (Алёна) Егорова родилась 12 января 1946 года в семье советского кинорежиссёра Юрия Егорова. В 1969 году окончила школу-студию МХАТ (курс В. П. Маркова), где училась вместе с Екатериной Градовой, Валерием Хлевинским, Анатолием и Татьяной Васильевыми и Галиной Бесединой.

### Семья
- Отец — Юрий Павлович Егоров (1920—1982), советский кинорежиссёр, сценарист и актёр, народный артист РСФСР (1974).
- Старшая сестра — Наталья Юрьевна Егорова (род. 1943), доцент кафедры сценографии Школы-студии МХАТ; жена актёра Игоря Ясуловича, мать актёра Алексея Ясуловича.
- Первый муж — Павел Чухрай (род. 1946), советский и российский кинорежиссёр, сценарист, актёр, оператор, народный артист России (2006); сын кинорежиссёра Григория Наумовича Чухрая.
  - Дочь — Дарья Чухрай (род. 1968), сценарист, киновед.

## Фильмография

### Актёрские работы
- 1972 — Живите, девушки — Сона
- 1973 — Возле этих окон... — Реня, библиотекарь
- 1973 — Земля Санникова — невеста Ильина
- 1974 — Помни имя своё — Оксана
- 1974 — Там, за горизонтом — Людмила Руднева
- 1977 — Объяснение в любви — отдыхающая на море
- 1980 — Однажды двадцать лет спустя — жена Андрея, хозяйка пуделя

### Озвучивание
- 1970 — Человек-оркестр (фр. L'homme orchestre; Франция) — Лина (роль Пак Адамс)
- 1971 — Тепло твоих рук
- 1976 — Время жить, время любить — Дебора (роль А. Зары)
- 1976 — Настоящий тбилисец и другие
- 1976 — Опасная погоня (Япония)
- 1976 — Прокажённая (пол. Trędowata; Польша) (роль Анны Дымны)
- 1977 — Бухта радости (Азербайджанфильм) — Лейла (роль Т. Ахмеровой)
- 1977 — Рача, любовь моя (чеш. Rača, láska moja; СССР, Чехословакия) — Дарина (роль Андреа Чундерликовой)
- 1977 — Смерть негодяя (фр. Mort D'Un Pourri; Франция) — Валери Огастинелли (роль Орнеллы Мути)
- 1977 — Удар в спину (Азербайджанфильм) — Сафура (роль Динары Юсифовой)
- 1978 — Кто есть кто (фр. Flic Ou Voyou; Франция) — Шарлотта (роль Жюли Жезекель)
- 1978—1980 — Пришло время любить (серб. Луде године; Югославия)
- 1980 — Девушка со швейной машинкой (Грузия-фильм) — Маквала (роль Дареджан Хачидзе)
- 1980 — Как жить без тебя? (Грузия-фильм) (роль К. Мгеладзе)
- 1980 — Письмо с БАМа (Грузия-фильм) — русский текст
- 1980 — Укол зонтиком (фр. Le Coup Du Parapluie; Франция) — Сильветт «Мышка» (роль Валери Мересс)
- 1981 — Золотая пропасть (Азербайджанфильм) — Шафига (роль Г. Омаровой)
- 1981 — Три дня знойного лета (Грузия-фильм) — Тамрико (роль Нинель Чанкветадзе)
- 1985 — Лома (Грузия-фильм)
- 1987 — Браво, Альбер Лолиш! (Грузия-фильм)